# 멜로라 하딘
멀로라 하딘(Melora Hardin, 영어 발음: /məˈlɔːrə/, 1967년 6월 29일 ~ )은 미국의 배우이다.

## 출연 작품

### 영화
- 17 어게인 (2009) - 제인 역
- 셀프/리스 (2015) - 주디 역

### 텔레비전
- 오피스 (2005-13)
- 탐정 몽크 (2004-09)
- 볼드 타입 (2017-21)